# ISO 12647
ISO 12647 é um tipo de norma ISO que  prevê o controle e a padronização de vários processos gráficos. Sob o título geral "tecnologia gráfica – controle do processo de produção de separação de cores em meio-tom, provas e impressão", esta norma trata sobre substratos, além de parâmetros e métodos de medição para os sistemas de impressão em offset, rotogravura, serigrafia e flexografia. Atualmente, o Comitê trabalha também na determinação de aspectos para o sistema de impressão digital